# Étienne Louis Geoffroy

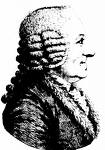

Étienne Louis Geoffroy (* 12. Oktober 1725 in Paris; † 12. August 1810 in Soissons) war ein französischer Apotheker und Entomologe.
Geoffroy wurde als Sohn von Étienne François Geoffroy geboren. Sein Hauptwerk war Histoire abrégée des insectes qui se trouvent aux environs de Paris, dans laquelle ces animaux sont rangés suivant un ordre méthodique (Kurzgeschichte der Insekten, die in der Umgebung von Paris zu finden sind und in der diese Tiere einer methodischen Reihenfolge folgend aufgeführt sind, 1762). Geoffroy schlug sechs Gruppen (Sektionen) von Insekten vor: Käfer, Schnabelkerfe, „Insectes à quatre aîles nues or Tetraptera alis nudis“ („vierflügelige Insekten mit nackten Flügeln“, Zusammenfügung von Hautflüglern und Netzflüglern), Zweiflügler und flügellose Insekten. Er folgte also nicht dem damals bereits weitgehend etablierten System Carl von Linnés, obwohl er dessen Werk kannte und oft zitierte. Geoffroys Werk wird, obwohl nach 1758, dem Startpunkt der Binären Nomenklatur nach Linné veröffentlicht, für die heutige Nomenklatur der Insekten nicht durchgängig als „verfügbar“ erachtet, weil er selbst nicht durchgängig Binomen als Artnamen verwendete. Viele der von Geoffroy eingeführten Namen wurden aber später validiert. 
Er war der Vater von René-Claude Geoffroy de Villeneuve.